# Macario Pinilla Vargas
Macario Pinilla Vargas (La Paz, Bolivia, 24 de noviembre de 1855 - ibidem, 3 de septiembre de 1927) fue un abogado y político boliviano, décimo séptimo vicepresidente de la República de Bolivia siendo primer vicepresidente durante el gobierno de Eliodoro Villazón Montaño desde 1909 hasta 1913.

## Biografía
Macario Pinilla nació en la ciudad de La Paz el 24 de noviembre de 1855, fueron sus padres Juan Pinilla y Eduarda Vargas. Inicio sus estudios en el Colegio Ayacucho en 1863, recibiéndose de abogado en 1876. En 1877 publicó el primer Código Compilado del Procedimiento Civil. Fue elegido diputado por La Paz al Congreso de 1888, concurrió a las tres legislaturas siguientes. Fiscal de distrito de La Paz en 1892, fue uno de los fundadores del colegio de abogados y su vicepresidente. 
Desempeñó la cartera de Gobierno y Justicia en 1896, pasando después a la de Instrucción y Fomento. Al debatirse en Sucre la ley de radicatoria del gobierno en la capital, su actitud fue noble. Promulgada la ley, dimitió la cartera y se volvió a La Paz. Instalada la Junta de Gobierno Federal, el 12 de diciembre de 1899, Pinilla fue uno de sus miembros en unión de Serapio Reyes Ortiz y José Manuel Pando. Terminadas las funciones de la Junta de Gobierno Federal, el 12 de diciembre de 1899 fue nombrado Ministro ante la Corte de España. Senador por el departamento de La Paz en 1902 y reelecto nuevamente en 1908. Fue elegido Primer Vicepresidente de la República durante el gobierno de Eliodoro Villazón en 1909. Fue también Ministro ante los gobiernos de Holanda y Francia. Murió en la ciudad de La Paz el 3 de septiembre de 1927 a los 71 años de edad.